# Джон Скотт Голдейн
Джон Скотт Голдейн (англ. John Scott Haldane) (нар. 3 травня 1860, Единбург — пом. 15 березня 1936, Оксфорд) — шотландський фізіолог. Член Лондонського королівського товариства (1897).

## Життєпис
Джон Скотт Голдейн народився 3 травня 1860 року в Единбурзі у сім'ї церковного діяча Джеймса Олександра Голдейна та Марії Елізабет Бірдон-Сандерсон. Фізіолог Джон Скотт Бурдон-Сандерсон був його дядьком по матері.
Навчався в Единбурзькій академії. Закінчив Единбурзький університет у 1884 році. Навчався також у Єнському університі.
У 1884 році отримав ступінь доктора медицини. Викладав у Університеті Глазго. З 1887 року працював на кафедрі фізіології Оксфордського університету, спочатку асистентом, а потім професором.
Член Лондонського королівського товариства з 1897 року. У жовтні 1901 року став почесним професором Бірмінгемського університету. У 1905 році обраний членом ради Нового коледжу Оксфордського університету. З 1912 року керував фізіологічною лабораторією у Донкастері, а з 1921 року в Бірмінгемі. Член Королівського коледжу лікарів.

## Особисте життя
12 грудня 1891 року Джон Скотт Голдейн одружився з Луїзою Кетлін Куутс Троттер (1863—1961). У них було двох дітей: Джон Бердон Сандерсон Голдейн (вчений біолог) та Наомі Мітчісон (письменниця).

## Наукова діяльність
Джон Скотт Голдейн є одним з творців вчення про дихання людини, досліджував рівень кисню в крові у різних патофізіологічних умовах. Він досліджував токсичну дію окису вуглецю, розробив методи боротьби з отруєнням цим газом. Вперше визначив склад альвеолярного повітря у людини за допомогою створеного ним газоаналітичного апарату (апарат Голдейна). У 1898 році розробив удосконалений аналізатор газу крові.
У 1907 році Голдейн розробив декомпресійну камеру та експериментував з мишами у гіпербаричному середовищі. Довів, що окис вуглецю зв'язує гемоглобін у еритроцитах та запобігає його вирішальну роль у транспортуванні кисню.
У 1911 році очолив високогірну експедицію на пік Пайкс (штат Колорадо), що поклала початок дослідженням щодо пристосування організму до екстремальних умов. Займався питаннями охорони праці шахтарів, вивчав вплив вологості повітря на переносимість організмом високих температур. Вивчав асфіксію у шахтарів. Досліджував взаємодія між диханням та кровообігом. Розробив новий метод декомпресії, створив основи профілактики кесонної хвороби. Вивчав проблему декомпресійної хвороби у дайверів і розробив практичні таблиці для дайвінгу, які стали основою всіх дайвінгових операцій до 1956 року.
Під час Першої світової війни Голдейну вдалося виявити використання хлору та фосгену німцями, були розроблені перші протигази для використання у хімічній війні.
У 1933 році брав участь у створенні та випробуванні першого висотного скафандра.

## Праці
- JS Haldane, The Philosophical Basis of Biology: Donnellan Lectures, University of Dublin, 1930, Hodder and Stoughton Limited (1931).
- JS Haldane and JG Priestley, Respiration, 2nd Ed, Oxford University Press (1935).
- JS Haldane, The Philosophy of a Biologist, 2nd Ed, Oxford University Press (1936).
- Martin Goodman, Suffer and Survive: The Extreme Life of J.S. Haldane, Simon & Schuster Ltd (2007)